# Нікос Куркулос
Нікос Куркулос, грец. Νίκος Κούρκουλος (*5 грудня 1934 — †31 січня 2007, Афіни) — театральний та кіноактор, один з найзначніших у Греції 20 столітті.

## Біографія
Нікос Куркулос виріс у передмісті Афін Зографу. Захоплювався спортом, особливо футболом, у шкільні роки навіть грав у юнацькій команді футбольного клубу «Панатінаїкос». Акторська справа прийшла в його життя цілком випадково. Він навчався акторську майстерність у школі драми при Національного театру Греції, дебютував на сцені останнього 1958 року у постановці «Дами з камеліями» Александра Дюма, сина. Головні ролі у виставі грали справжні зірки Еллі Ламбеті та Дімітріс Хорн.
Згодом Нікос Куркулос став одним із засновників престижного музичної групи «Проскініо». 1967 року він зіграв у бродвейському мюзиклі «Ілля Дарлінг», заснований на сценарії Жуля Дассена, музику написав Манос Хадзідакіс, а головну роль грала вже тоді популярна грецька зірка Меліна Меркурі. За роль у цьому мюзиклі Нікоса Куркулоса номінували на бродвейську премію Тоні в номінації «найкращий актор другого плану».
В період 1960—1970-х років успіх Нікоса Куркулоса був безпрецедентним для Греції, за винятком хіба що Дімітріса Папаміхаїла. На початку 1970-х років він створив власну акторську групу, до репертуару якої були включені, зокрема, «Процес» Франц Кафки, «Вид з мосту» Артура Міллера і «Тригрошова опера» Бертольда Брехта. Останній раз Нікос Куркулос вийшов на сцену, виконуючи головну роль 1991 року в постановці трагедії Софокла «Філоктет» на відновленій сцені давньогрецького театру в Епідаврі, в Південній Греції. 1995 року він призначений художнім керівником Національного театру Греції, який йому вдалося перетворити на прибуткову мистецьку організацію без шкоди художній цілісності, акторській майстерності.
Не менш успішною була й кінокар'єра Нікоса Куркуліса, він знявся в багатьох фільмах, починаючи з кінця 1950-х років до початку 1980-х років. Його найуспішнішими стрічками стали мелодрами із соціально гострим сюжет, зокрема «Ορατότης Μηδέν» 1970 року. Він двічі був нагороджений на Міжнародному кінофестивалі в Салоніках у номінації «Найкращий актор» за свою гру в «Αδίστακτοι» 1965 року і «Αστραπόγιαννος» 1970 року. Впродовж п'яти років (1975–1980) він був президентом Товариства грецьких театральних акторів.
Нікос Куркулос помер у лікарні Еррікос Дінан в Афінах 30 січня 2007 року, після тривалої боротьби з раком, у віці 72 років. Останні двадцять років він жив із Маріанною Лаці (дочка грецького магната судновласника Янніса Лаціса), із якою мав двох спільних дітей — Ерріета і Філіпп, а також двох дітей від законного шлюбу — дочку меліту і сина Алкіса.